# Attero Dominatus
Albums de Sabaton
Primo Victoria
(2005) Metalizer
(2007)
Attero Dominatus est le deuxième album du groupe suédois de heavy metal Sabaton. C'est le premier réalisé avec le claviériste Daniel Mÿhr.

## Étymologie du nom
Le nom latin est censé signifier 'détruis la tyrannie' (littéralement 'sape l'autorité absolue')[réf. nécessaire]. Cependant, cette phrase ne signifie pas cela. Le verbe devrait être conjugué à l'impératif en conjonction avec un nom à l'accusatif pour traduire correctement l'idée de commandement (toutefois dominatus peut être à l'accusatif pluriel). Ainsi, la phrase devrait être Attere Dominatum ou Atterete si l'on s'adresse à plusieurs personnes. En l'état, le titre signifie 'j'écrase les pouvoirs absolus'.

## Thèmes
Comme pour l'album Primo Victoria, les paroles de cet album sont toutes en rapport avec la guerre. "Nuclear Attack" se rapporte au bombardement nucléaire de Hiroshima et de Nagasaki, "Rise of Evil" à l'avènement du Troisième Reich et de Hitler, "Back in Control" à la guerre des Malouines, "In the Name of God" concerne la situation au Moyen-Orient, mettant en cause les attentats suicide et toute personne qui tue des innocents au nom de son dieu.

## Clips
Une vidéo a été réalisée pour le titre "Attero Dominatus" par Owe Lingvall, le batteur de Nocturnal Rites.

## Liste des titres
1. "Attero Dominatus" (Au sujet de la Bataille de Berlin) – 3:43
2. "Nuclear Attack" (Au sujet de Hiroshima et de Nagasaki)  – 4:10
3. "Rise of Evil" (Au sujet du Troisième Reich et de Adolf Hitler) – 8:19
4. "In the Name of God" (Au sujet du terrorisme et de Osama ben Laden) – 4:06
5. "We Burn" (Au sujet de la guerre civile Yougoslave) – 2:55
6. "Angels Calling" (Au sujet de la Première Guerre mondiale) – 5:57
7. "Back in Control" (Au sujet de la guerre des Malouines) – 3:14
8. "Light in the Black" (Au sujet des forces de paix de l'ONU)  – 4:52
9. "Metal Crüe" (Au sujet du heavy metal, il est entièrement construit avec des noms de groupes célèbres comme Kiss, Queen, In Flames, Iron Maiden, Accept, Venom, etc.) – 3:42

## Line-up de l'album
- Joakim Brodén - Chant
- Rickard Sundén - Guitares
- Oskar Montelius - Guitares
- Pär Sundström - Basse
- Daniel Mullback - Batterie
- Daniel Mÿhr - Claviers